# 트위터 파일
트위터 파일(Twitter Files)은 2022년 12월부터 2023년 3월까지 트위터에서 공개된 트위터의 일부 내부 문서 시리즈이다. CEO 일론 머스크는 2022년 10월 27일 트위터를 인수한 직후 이 문서를 언론인 맷 타이비, 바리 바이스, 리 팡과 작가 마이클 셸런버거, 데이비드 츠바이크, 알렉스 베렌슨에게 전달했다. 타이비와 바이스는 머스크와 함께 문서를 공개했으며, 트위터 스레드 시리즈로 파일의 세부 정보를 발표했다.
첫 번째 파일 세트가 공개된 후, 다양한 기술 및 미디어 언론인들은 보도된 증거가 트위터 정책팀이 어려운 결정을 내리는 데 어려움을 겪었지만, 그런 문제들을 신속히 해결했다는 것 외에는 거의 보여주지 않는다고 말했다. 일부 보수주의자들은 이 문서들이 그들이 말하는 트위터의 자유주의적 편견을 보여준다고 말했다.
조 바이든 대통령 후보를 다가오는 선거에서 돕기 위해 2020년 10월 뉴욕 포스트의 헌터 바이든의 노트북에 대한 기사를 억압하도록 정부가 트위터에 명령했다는 머스크와 다른 사람들의 거짓 주장이 검토의 주요 측면이었다. 연구원 맷 타이비는 트위터가 처음에 기사를 보류하기로 결정한 데 정부가 관여했다는 증거를 찾지 못했다.
2023년 6월 법원 서류에서 트위터 변호인단은 머스크와 많은 공화당원들이 주장했듯이 파일들이 정부가 회사를 강압하여 콘텐츠를 검열했다고 보여주지 않는다고 강력히 부인했다. 전 트위터 직원들은 공화당 관리들도 삭제 요청을 너무 자주해서 트위터가 그들을 추적하는 데이터베이스를 유지해야 했다고 주장했다.
트위터 내부 이메일은 회사가 미군이 운영하는 계정들이 중동 영향력 캠페인을 실행하도록 허용했음을 보여주었다; 일부 계정들은 삭제되기 전까지 수년 동안 플랫폼에 유지되었다.
이러한 공개는 블랙리스트의 본질에 대한 논쟁, 의회 조사를 위한 서약, 투명성을 위한 모든 문서의 완전 공개 요구, 그리고 트위터의 콘텐츠 조정 프로세스 개선 요구를 촉발했다.

## 배경
트위터의 콘텐츠 조정 시스템의 내부 작동 방식은 세부 사항에 대한 지식이 조작을 가능하게 할 수 있다는 이유로 대중에게 잘 알려져 있지 않았다. 그러나 미국 보수주의자들은 오랫동안 트위터가 그들의 검열 정책을 보수적 견해를 억압하는 데 사용했다고 주장했다. 2022년 11월 28일, 머스크가 공식적으로 트위터를 인수한 지 한 달 후, 머스크는 "언론의 자유 억압"과 관련된 트위터 내부 문서의 일부를 공개할 계획이라고 발표하며, "대중은 트위터의 이전 리더십 하에서 실제로 무슨 일이 일어났는지 알 권리가 있다"고 덧붙였다.
머스크는 이어서 스크린샷, 이메일, 채팅 로그를 포함한 일련의 트위터 내부 문서를 프리랜서 언론인 맷 타이비와 바리 바이스에게 제공했다. 타이비는 "독특하고 폭발적인 이야기를 취재할 기회를 얻는 대가로 특정 조건에 동의해야 했다"고 밝혔지만, 그 조건은 공개하지 않았다. 바이스는 자신과 보도팀이 동의한 유일한 조건은 자료가 트위터에 먼저 게시되어야 한다는 것이었다고 진술했다. 머스크는 나중에 타이비와 바이스에게 공개하기 전에 문서를 읽지 않았다고 진술했다.
12월 6일, 머스크는 트위터의 부법률고문 제임스 베이커를 해고했는데, 이는 그가 타이비와 바이스에게 정보가 전달되기 전에 정보를 검토하고 머스크가 "설득력 없다"고 판단한 설명을 제공했다는 혐의 때문이었다. 타이비는 트위터의 헌터 바이든 노트북 기사 처리와 관련된 내부 문서의 공개가 베이커의 검토 때문에 지연되었다고 말했다. 베이커는 이전에 FBI의 법률고문이었으며 2016년 선거에 대한 러시아의 개입을 조사했다.

## 주제
프롤로그에서 타이비는 파일들이 "인간이 만든 메커니즘"인 "프랑켄슈타인 이야기"를 들려준다고 진술했다. "세계에서 가장 크고 영향력 있는 소셜 미디어 플랫폼 중 하나"인 이 메커니즘은 "설계자의 통제를 벗어났다." 타이비는 이러한 문서들과 "다수의 현직 및 전직 고위 경영진"의 평가가 어떻게 양 정당으로부터 검열 요청이 접수되고 존중되었음에도 불구하고, 압도적으로 좌익 성향의 트위터 직원 기반이 좌편향을 용이하게 했는지를 보여준다고 썼다.
첫 번째 자료는 헌터 바이든 노트북 이야기에 대한 뉴욕 포스트 기사에 대한 트위터의 검열 과정과 관련된 내용을 포함했다. 두 번째 자료는 머스크와 다른 사람들이 일부 사용자의 섀도우 밴이라고 묘사한 내용을 다루었다. 세 번째 자료는 도널드 트럼프 대통령의 트위터 정지로 이어진 트위터 내부 사건을 강조했다. 네 번째 자료는 트위터 직원들이 2021년 미국 국회의사당 습격에 어떻게 반응했으며, 공격을 지지하는 트윗과 사용자들을 어떻게 검열할지에 대한 트위터 내부의 갈등을 다루었다. 다섯 번째 자료는 트위터 직원들이 트럼프를 플랫폼에서 금지하기로 결정하는 데 어떻게 영향을 미쳤는지를 다루었다. 여섯 번째 자료는 FBI가 선거 허위 정보를 유포했다는 혐의로 여러 계정에 대해 조치를 취할 것을 트위터에 제안한 방법을 설명했다. 일곱 번째 자료는 헌터 바이든의 노트북에 대한 뉴욕 포스트 기사와 관련하여 트위터와 정보 기관 간의 상호 작용을 보여주었다. 여덟 번째 자료는 트위터 사이트 무결성 팀이 다른 나라에서 온라인 영향력 캠페인을 실행하는 데 사용된 미국 중부사령부 (CENTCOM)의 계정들을 화이트리스트에 추가했음을 보여주었다.

### 제1부: 뉴욕 포스트 기사 콘텐츠 조정

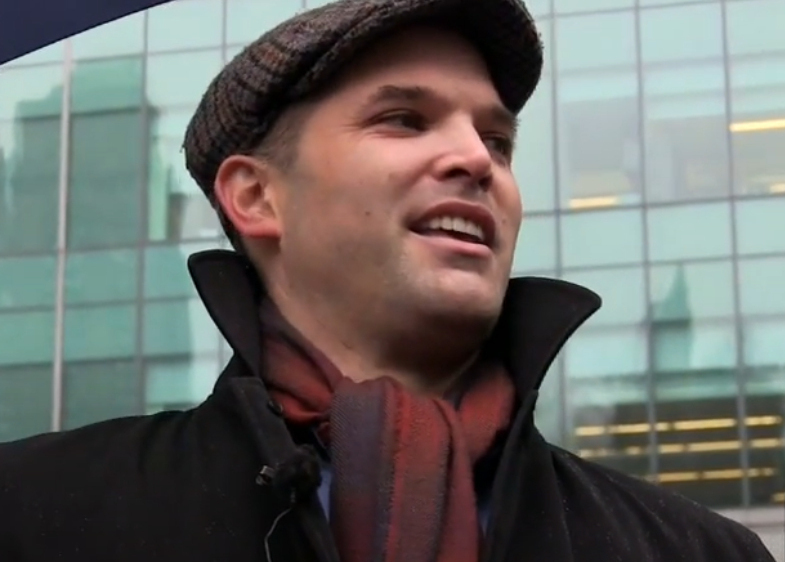
첫 번째 문서를 공개한 언론인 맷 타이비

2022년 12월 2일, 타이비는 트위터 파일의 첫 번째 자료에 대한 긴 트위터 스레드를 게시했으며, 일부 파일의 이미지를 덧붙였다. 타이비의 자료는 수천 건의 리트윗을 기록했다. 일부 문서는 헌터 바이든 노트북 논란과 관련된 콘텐츠를 검열하기로 한 결정에 대한 트위터의 내부 협의를 설명했으며, 다른 문서는 2020년 바이든 선거 운동팀과 첫 트럼프 백악관의 요청에 따라 삭제 플래그가 지정된 트윗을 트위터가 어떻게 처리했는지에 대한 정보를 담고 있었다. 그는 또한 캘리포니아 민주당 의원 로 카나와 당시 트위터 법무 책임자 비자야 가데 간의 통신을 공유했는데, 카나는 검열로 인해 발생할 언론의 자유 문제와 정치적 반발에 대해 경고했다.
노트북 논란은 당시 대통령 후보였던 조 바이든의 아들인 헌터 바이든의 노트북 컴퓨터와 관련된 의혹을 제기한 2020년 뉴욕 포스트 기사와 관련이 있다. 트위터는 페이스북과 함께 사용자들이 기사 링크를 공유하지 못하도록 조치를 취했으며, 트위터는 해킹된 콘텐츠 게시 금지 규칙 위반을 이유로 뉴욕 포스트와 백악관 대변인 케일리 매케너니의 계정에 임시 잠금 조치를 추가로 부과했다. 워싱턴 포스트는 이것이 2016년 미국 대통령 선거에 대한 러시아의 개입 당시 발생했던 것과 같은 잠재적인 "해킹 및 유출" 상황을 포함한 허위 정보 캠페인에 맞서기 위한 회사의 시나리오 계획 연습의 결과였다고 보도했다. 이 결정은 당시 트럼프 대통령과 정치적 동기가 있다고 본 보수주의자들로부터 거센 비난을 불러일으켰다. 당시 트위터의 신뢰 및 안전 책임자였던 요엘 로스는 나중에 기사를 보류하는 것에 찬성하지 않았으며, 검열하는 것이 "실수"였음을 인정했다.
이 자료는 트위터가 기사의 공유를 막아야 하는지에 대한 내부 토론을 조명했으며, 경영진은 이 기사가 회사의 해킹된 자료 금지 조항에 해당한다고 주장했다. 타이비에 따르면, 당시 CEO였던 도시(Jack Dorsey)는 콘텐츠를 억압하기로 한 결정이 내려졌을 때 이를 알지 못했다. 며칠 후, 도시(Jack Dorsey)는 "실수"라고 부르며 결정을 번복했고, 트위터는 해킹된 자료 정책을 업데이트하여 해킹된 자료에 대한 뉴스 기사는 허용되지만, 상황적 경고와 함께 허용된다고 명시했다. 타이비는 또한 바이든 캠페인이 트윗 5개를 검토해달라고 요청한 것으로 보이는 스크린샷과 트위터 검열팀의 "처리했습니다"라는 답장을 공유했다. 타이비는 이 트윗들의 내용은 공개하지 않았지만, 나중에 인터넷 아카이브에서 4개 트윗은 헌터 바이든의 나체 이미지를 포함하고 있었음이 밝혀졌으며, 이는 트위터 정책과 캘리포니아 주법상의 리벤지 포르노를 위반한 것이었다. 다섯 번째 삭제된 트윗의 내용은 알려지지 않았다.
머스크는 트위터가 "정부의 명령에 따라" 행동했다고 트윗했지만, 타이비는 노트북 기사에 정부가 관여했다는 증거를 찾지 못했다고 보고하며, "여러 소식통들이 그 여름에 연방 법 집행 기관으로부터 잠재적인 외국인 해킹에 대한 '일반적인' 경고를 들었다고 회상했지만, 제가 본 바로는 노트북 기사에 정부가 관여했다는 증거는 없습니다"라고 트윗했다. 그의 보고는 FBI가 소셜 미디어 회사들에게 헌터 바이든 노트북 기사를 억압하도록 압력을 가했다는 머스크와 공화당이 홍보한 핵심 서사를 약화시키는 것처럼 보였다.

### 제2부: 가시성 필터링
바이스는 12월 8일에 "가시성 필터링"을 다루는 두 번째 자료를 발표했다. 트위터는 트윗과 검색 결과의 "순위를 매기며" 일부 트윗은 "적시적 관련성"을 위해 홍보하고 다른 트윗은 노출을 제한한다. 회사는 이러한 관행뿐만 아니라 사용자 생성 필터링(예: 한 사용자가 다른 계정을 차단하거나 음소거하는 경우)을 "가시성 필터링"이라는 용어로 지칭한다. 가시성 필터링의 목표 중 하나는 트위터 규칙을 위반했지만 정지에 이를 만큼 심각한 위반은 아닌 계정의 도달 범위를 줄이는 것이다.
바이스는 "가시성 필터링"이 트위터의 "섀도우 밴"에 대한 내부 용어일 뿐이라고 주장했다. 그녀는 가시성 필터링을 나타내는 태그가 있는 사용자 계정에 대한 직원들의 시야를 보여주는 스크린샷을 게시했으며, 정치적으로 민감한 결정은 최고 법률 책임자, 신뢰 및 안전 책임자, CEO를 포함하는 사이트 무결성 정책, 정책 에스컬레이션 지원(SIP-PES) 팀이 내렸다고 썼다. 그녀는 스탠퍼드 교수 제이 바타차리아 (COVID-19 봉쇄 반대자), 보수 라디오 진행자 댄 봉기노, 보수 운동가 찰리 커크의 계정 스크린샷을 게시했는데, 이들은 각각 "트렌드 블랙리스트", "검색 블랙리스트", "확대 금지"로 태그되어 있었다. 그녀는 또한 SIP-PES 팀이 "SIP-PES와 상의 없이 사용자에게 조치 금지"로 태그된 반LGBT 계정 Libs of TikTok의 여러 정지에 책임이 있다고 말했다. 그녀는 트위터가 계정 소유자 차야 라이칙의 주소를 포함한 트윗을 삭제하지 않았다고 지적했다.
바이스는 이러한 관행을 검열이자 섀도우 밴의 증거로 특징지었으나, 트위터는 "섀도우 밴"에 대한 다른 정의를 근거로 주로 이 주장을 반박했다. 트위터는 가시성 필터링을 섀도우 밴과 구분하며, 섀도우 밴을 "콘텐츠를 게시한 사람 외에는 아무도 발견할 수 없게 만드는 것"이라고 정의했다.
바이스가 논의한 문서는 우익에 인기 있는 개인들에게 초점을 맞추었으며, 검열 관행이 정치적 동기에서 비롯되었다고 시사했다. 이는 미국 보수주의자들 사이에서 오랫동안 주장되어 온 것이며, 트위터는 이를 부인해 왔다. 트위터가 2018년에 실시한 내부 연구에서는 자사 알고리즘이 정치적 우익을 선호하는 것으로 나타났다. 와이어드와 슬레이트는 관리자들이 고위 경영진에게 보고하지 않고는 유명 보수 계정에 대해 조치할 수 없었던 정책을 "특혜"라고 묘사했다. 이는 트위터가 이러한 계정에 대한 콘텐츠 정책 적용을 효과적으로 제한했기 때문이다. 바이스는 얼마나 많은 계정이 전체적으로 비활성화되었는지, 또는 그들의 정치적 성향이 무엇인지는 밝히지 않았으며, 이러한 맥락의 부족으로 인해 이 문제에 대한 어떤 결론도 내리기 어려웠다. 케이본 베이크푸어 전 트위터 제품 책임자는 이 자료가 "고의적으로 오도하는 것"이라고 비판했다. 투명성을 위해 도시는 머스크에게 모든 트위터 파일을 공개할 것을 요구하며 "지금 모든 것을 공개하라"고 트윗했다.

### 3–5부: 의사당 공격과 도널드 트럼프 정지
세 번째 자료는 12월 9일 타이비가 공개했으며, 트럼프의 트위터 정지로 이어진 회사 내부 사건들을 강조했다. 2021년 미국 국회의사당 습격 이틀 후, 트럼프는 두 개의 트윗을 올렸다. 하나는 자신의 유권자들을 "어떤 식으로든 무시당하거나 부당하게 대우받지 않을 미국 애국자들"이라고 칭찬했으며, 다른 하나는 조 바이든 취임식에 참석하지 않을 것이라고 밝혔다. 트위터는 같은 날 트럼프의 계정을 영구 정지시켰으며, 두 트윗을 "폭력 미화" 정책 위반으로 들었다. 타이비는 2020년 10월 8일, 트위터 경영진이 다가오는 2020년 미국 대통령 선거와 관련된 콘텐츠 삭제를 논의하기 위한 허브로 "us2020_xfn_enforcement"라는 채널을 만들었다고 보고했다. 타이비에 따르면, 트위터의 검열 과정은 당시 트럼프 대통령의 트윗 검열을 포함하여 추측, "직감", 구글 검색에 기반을 두었다. 2020년 더 뉴욕 타임스가 이전에 보도했듯이, 타이비는 당시 트위터의 신뢰 및 안전 책임자였던 요엘 로스가 FBI와 같은 기관과 정기적으로 만나 2020년 선거를 조작하려는 외국 및 국내 행위자들의 잠재적 시도에 대해 논의했다고 말했다. 트럼프의 트위터 계정이 정지된 후, 타이비는 이것이 미래 대통령 계정 정지의 선례를 세웠으며, 이는 트위터 자체 정책을 위반한다고 주장했다. 타이비는 트럼프 행정부와 공화당이 트윗 검열을 요청했지만, 선거 집행 슬랙 채팅에서는 이러한 요청에 대한 증거를 찾지 못했다고 썼다.

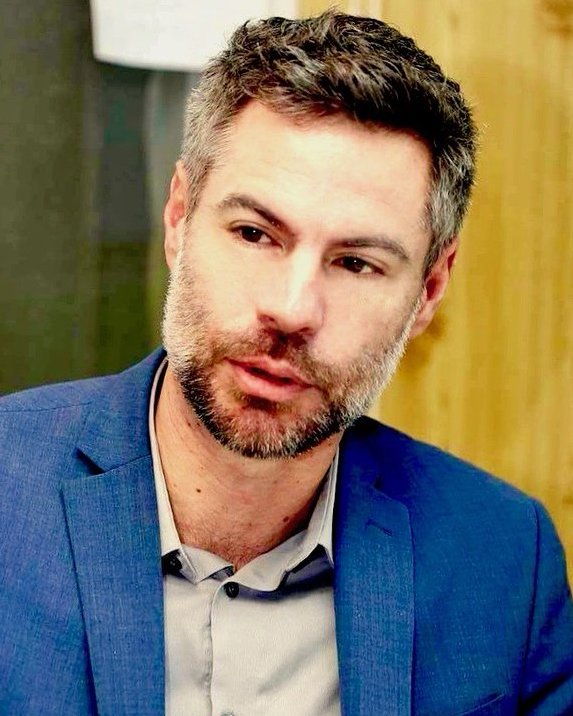
네 번째와 일곱 번째 자료를 공개한 작가 마이클 셸런버거

네 번째 자료는 12월 10일 셸런버거가 공개했다. 이 자료는 트위터 직원들이 2021년 미국 국회의사당 습격에 어떻게 반응했는지, 그리고 2020년 미국 대통령 선거에서 승리했다는 트럼프의 거짓 주장의 전례 없는 성격 때문에 특정 정책 지원 없이 습격을 지지하는 트윗과 트위터 사용자들에게 어떻게 조치할지에 대한 회사 내부의 갈등을 다루었다. 셸런버거는 로스가 동료에게 1월 6일 공격 지지자들과 관련된 용어인 "stopthesteal"과 "kraken"을 블랙리스트에 추가할 것을 요청하는 스크린샷을 공유했다. 그는 또한 회사 직원들의 압력이 도시가 영구 정지를 위한 "반복 위반자" 정책을 승인하도록 영향을 미친 것으로 보인다고 말했다. 새로운 정책에 따라 5번의 경고를 받은 후, 트럼프의 개인 트위터 계정은 1월 8일에 영구 정지되었다. 셸런버거의 자료는 또한 직원들이 특정 정책 지침 없이 자신의 재량으로 트윗에 플래그를 지정하고 경고를 적용한 사례가 있었음을 시사하는 스크린샷을 제공했으며, 셸런버거에 따르면 이는 빈번한 발생의 예시이다.
다섯 번째 자료는 12월 12일 바이스가 공개했다. 이 자료는 트위터 직원들 간의 갈등과 이것이 트럼프의 플랫폼 정지에 대한 결정에 어떻게 영향을 미쳤는지 다루었다. 이러한 통신에는 특정 트윗이 선거 조작에 반하는 정책을 위반하는지 여부를 결정하기 위한 FBI 및 기타 기관의 요청이 포함된다. 바이스는 트럼프가 2021년 1월 8일 아침에 올린 두 개의 트윗이 그의 정지 근거로 사용되었다고 보고했다. 그녀는 두 트윗이 처음에는 여러 직원의 동의를 얻어 폭력 선동의 징후가 없는 것으로 판명되었다고 말했다. 바이스에 따르면, 전 법률, 정책 및 신뢰 책임자 비자야 가데는 반대하며, 트윗이 미래 정치 폭력에 대한 도그 휘슬이라고 제안했다. 바이스는 트위터의 "확대 적용" 팀이 가데의 의견에 참여하고 동의했으며, 트윗이 "폭력 미화" 정책을 위반했으며 트럼프가 트윗에서 사용한 "미국 애국자들"이라는 용어가 의사당 폭도들에 대한 암호라고 제안했다. 그녀는 또한 한 팀원이 트럼프를 "크라이스트처치 총격범 또는 히틀러와 비교할 수 있는 폭력/사망을 초래한 테러 단체의 지도자"라고 언급했다고 말했다. 바이스는 30분간의 전 직원 회의 후, 도시가 트럼프 정지 문서의 언어를 간소화해달라고 로스에게 요청했다고 보고했다. 한 시간 후, 트럼프의 계정은 "추가 폭력 선동 위험"으로 인해 정지되었다.

### 6–7부: FBI와 트위터 신뢰 및 안전팀 간의 통신
타이비가 12월 16일 공개한 여섯 번째 자료는 FBI가 선거 허위 정보를 유포했다는 혐의로 트위터의 신뢰 및 안전팀에 여러 계정을 보고한 방법을 설명했다. 타이비에 따르면, 보고된 계정 중 상당수는 팔로워 수가 적었고 클레어 포스터(Claire Foster)와 같은 사용자처럼 표면적으로 풍자적인 트윗을 올리고 있었다. 클레어 포스터는 "저는 저희 주에서 투표를 세는 사람입니다. 마스크를 쓰지 않으면 투표를 세지 않을 겁니다. #안전제일"과 "이 게시물에 부정적인 댓글이 달릴 때마다 민주당에 투표를 한 표 더 추가할 겁니다"와 같은 트윗을 올렸다. 그는 또한 트위터가 FBI가 플래그를 지정한 트윗과 계정에 대해 항상 조치를 취하지는 않았다고 보고했다. 타이비는 한 고위 직원이 이메일과 기관과의 회의 빈도 때문에 FBI와의 회사 관계를 "정부-산업 동기화"라고 언급했다고 썼다.
일곱 번째 자료는 2022년 12월 19일 셸런버거가 공개했다. 이 자료는 헌터 바이든 노트북 이야기 검열에 대한 FBI의 개입을 설명했다. 셸런버거는 FBI와 미국 국토안보부의 2020년 대통령 선거에 대한 잠재적인 외국 개입 경고가 트위터가 헌터 바이든 노트북 이야기를 검열하는 데 영향을 미쳤다고 보고했다. 로스는 포스트 기사에 대한 내부 논의에서 "여기 심각한 위험과 2016년의 교훈" 때문에 트위터는 기사에 경고를 적용하고 "확대되는 것"을 막아야 한다고 썼다. 셸런버거는 2021년 이메일 스크린샷을 공유했는데, 여기에는 트위터의 안전, 콘텐츠 및 법 집행(SCALE) 팀의 통신이 포함되어 있었다. 이 통신에는 트위터가 FBI의 요청 처리에 대한 "법적 상환권"을 충족하도록 설계된 2019년 프로그램에서 3,415,323달러를 받았다는 내용이 있었다. 머스크는 트윗에서 이 지불이 미국 정부가 "대중으로부터 정보를 검열하기 위해" 회사를 매수했다는 증거라고 주장했지만, 이러한 지불은 법적 요청 처리에 일반적이다. 트위터의 법 집행 지침에는 "트위터는 법적 절차에 따라 생성된 정보와 법률이 허용하는 범위 내에서(예: 18 U.S.C. §2706에 따라) 발생하는 비용에 대해 상환을 요구할 수 있다"고 명시되어 있다. 전 페이스북 최고 보안 책임자이자 사이버 컨설팅 회사 크렙스 스타모스 그룹의 파트너인 알렉스 스타모스는 FBI로부터의 상환이 "콘텐츠 검열과는 전혀 관련이 없다"고 썼다.

### 8–9부: 미국 정부와의 관계
리 팡이 2022년 12월 20일 공개한 여덟 번째 자료는 트위터 사이트 무결성 팀이 예멘, 시리아, 쿠웨이트 등 다른 나라에서 온라인 영향력 캠페인을 운영하는 데 사용된 미국 중부사령부 (CENTCOM)의 계정을 화이트리스트에 추가했음을 보여주는 문서를 보고했다. 이 화이트리스트는 계정이 플래그 지정되는 것을 막았다. 많은 계정이 군대와의 소속을 밝히지 않고 일반 사용자처럼 행세했다.
타이비의 아홉 번째 "트위터 파일"은 CIA와 FBI가 트위터 콘텐츠 검열에 개입했다는 의혹과 관련이 있다.

### 제10부: 코로나19 콘텐츠 조정
열 번째 자료는 2022년 12월 26일 데이비드 츠바이크가 공개했으며, 이 자료는 미국 정부가 트위터에서 코로나19 콘텐츠 검열에 관여했다고 주장한다.

### 제15부: 해밀턴 68 대시보드
2023년 1월 27일, 타이비는 민주주의 수호 연합 (ASD)이 관리하는 해밀턴 68 대시보드를 다루는 15번째 자료를 공개했다. 타이비는 "수년간 뉴스 매체들은 왓츠와 해밀턴 68을 인용하며 러시아 봇들이 시리아 파업 반대, 폭스 진행자 로라 잉그라함 지지, 도널드 트럼프와 버니 샌더스 선거 운동 등 '끊임없는 소셜 미디어 의제를 확대'하고 있다고 주장했다"고 썼다.
ASD는 팩트 시트를 공개하며 타이비의 주장을 반박했다. "해밀턴 68 프로젝트의 방법론을 반복"하고 "그날의 '트위터 파일'에 대한 타이비의 주요 주장을 사실 확인"했다. ASD는 언론이 "대시보드의 데이터를 사용할 때 적절한 맥락을 포함하지 못하는" 경우가 많다고 설명했다.
내셔널 데스크의 잭슨 시넨버그는 타이비의 공개를 비판하며, 타이비의 주장과 민주주의 수호 연합의 반응을 설명했다. 타이비는 ASD의 작업을 "디지털 매카시즘과 사기가 뒤섞여 미국 정치와 문화에 큰 피해를 입혔다"고 평했다. 시넨버그는 2018년에 ASD가 언론 보도와는 달리 봇을 추적하지 않는다고 이미 설명했다고 지적했다. 그는 트위터, 타이비, 그리고 대부분의 언론 매체들이 "방법론 가이드 끝에 있는 특정 면책 조항을 언급하지 않았다"고 설명했다. 그는 해밀턴 68이 "불완전한 도구였지만... 그것을 매카시즘이나 사기라고 부르는 것은 타이비의 과장된 표현처럼 보인다"고 요약했다.

### 제16부: 도널드 트럼프 및 기타 공화당원에게 향하는 모욕
공화당 정치인들도 트위터에 자신들의 정치적 이익을 위해 특정 콘텐츠를 검열하거나 검열하지 않도록 로비했다. 트위터는 2019년 도널드 트럼프의 트윗이 (주로 미국 태생의) 민주당 하원의원들을 모욕하기 위해 유사한 문구를 사용한 후 반이민 혐오 발언 정책에서 "네가 온 곳으로 돌아가라"는 문구를 삭제했다. 백악관은 트위터에 TV 유명인사 크리시 티건이 트럼프 대통령을 모욕한 트윗을 삭제해 달라고 요청했지만, 트위터는 이를 거절했다.

### 제17부: 글로벌 참여 센터
2023년 3월 2일, 타이비는 외국 선전 및 허위 정보 대응법에 의해 외국 선전에 맞서기 위한 기관 간 노력으로 설립된 글로벌 참여 센터에 초점을 맞춘 17번째 자료인 "새로운 지식, 글로벌 참여 센터, 그리고 국가 후원 블랙리스트"를 공개했다.

### 제19부: 바이러스 확산 프로젝트
2023년 3월 17일 공개된 트위터 파일의 19번째 자료는 리즌 매거진에 따르면 스탠퍼드 대학교의 "바이러스 확산 프로젝트"가 여러 비영리 단체와 협력하여 "공중 보건 관계자들의 입장과 모순되는 COVID 백신, 과학, 정책에 대한 논평을 플래그 지정하고 억압하기 위해 소셜 미디어 플랫폼과 협력했다. 심지어 그 논평이 사실일 때도 말이다." 그 목적은 사실 정보가 오보를 지지하는 데 오용되는 것을 포함하는 것으로 추정되는 COVID 오보를 감시하는 것이었다. "백신 부작용에 대한 개별적인 사실 이야기는 오보나 허위 정보로 취급되지 않았지만, 사람들을 과장하거나 오도하는 경우 '악성 정보'로 분류될 수 있었다고 연구자들은 말했다." 플래그 지정된 게시물의 다른 예로는 백신 여권에 대한 비판과 돌파 감염에 대한 논의가 포함되었다. ZDNet 기술 기자 댄 패터슨은 다음과 같이 썼다. "백신 초기에는 이 백신들이 어떻게 작동하는지, 무엇을 하려는지에 대한 많은 잘못된 정보가 있었고, 그들이 하려 했던 것은 무엇이 진짜인지 알아내고, 그 잘못된 정보가 우연히 확산되지 않도록 하는 것이었다."

## 반응

### 의회 위원회 조사
공화당 하원의원 짐 조던과 제임스 코머는 2023년 1월 보완적인 조사를 시작했다. 전 트위터 직원들과 트위터 파일 팀원들이 증언했다. 두 위원회는 2024년에 조사를 마무리했다.

### 정치인
폭스 뉴스 인터뷰에서 공화당 하원 소수당 대표 케빈 매카시는 타이비의 보도를 옹호하며 일론 머스크에 대해 그의 비판자들이 "진실을 말하는 사람을 깎아내리려 한다"고 말했다.
민주당 하원의원 로 카나는 뉴욕 포스트 기사 억압을 수정 헌법 제1조 원칙 위반으로 비판하는 자신의 이메일이 진짜임을 확인했다. 그는 또한 트위터가 콘텐츠 제거 또는 비홍보에 대한 "명확하고 공개적인 기준"을 구현하고, 투명한 방식으로 그러한 결정을 내리며, 사용자에게 결정에 대한 항소 방법을 제공해야 한다고 말했다. 하원 공화당 의원들은 카나와 트위터 간의 교류를 조사할 의사를 밝혔다.
도널드 트럼프는 첫 트위터 파일 공개를 "빅테크 기업, DNC, 그리고 민주당"이 2020년 미국 대통령 선거를 자신에게 불리하게 조작했다는 증거로 언급하며, "헌법에 명시된 규칙, 규정, 조항을 포함한 모든 규칙, 규정, 조항의 해지"가 필요하다고 선언했다. 그는 "정당한 승자"를 선언해야 하는지, 아니면 새로운 선거를 치러야 하는지 물었다. 백악관 부대변인 앤드류 베이츠는 트럼프의 발언을 비난하며, 미국 헌법은 "어떤 정당이든 상관없이" 국가를 통합하는 "신성한 문서"이며, 그것의 해지를 요구하는 것은 "우리 민족의 영혼"에 대한 공격이라고 썼다. 머스크는 "헌법은 어떤 대통령보다 위대하다. 더 이상 할 말 없다"고 트윗했다.

### FBI
2022년 12월 21일, FBI는 트위터 파일에서 제기된 자신들에 대한 비난에 대해 다음과 같은 성명을 발표했다.
FBI와 트위터 간의 서신은 우리의 전통적이고 오랜 기간 지속된 연방 정부와 민간 부문 간의 협력 사례에 불과하며, 이는 여러 부문과 산업에 걸쳐 수많은 회사들을 포함합니다. 서신에 명시된 바와 같이, FBI는 민간 부문이 자신과 고객을 보호할 수 있도록 중요한 정보를 제공합니다. FBI 요원들은 매일 미국 대중을 보호하기 위해 노력합니다. 음모론자들과 다른 사람들이 기관의 신뢰를 떨어뜨리려는 유일한 목적으로 미국 대중에게 허위 정보를 제공하는 것은 유감스러운 일입니다.

논란의 중심에 있던 FBI 요원은 선서 증언에서 FBI가 헌터 바이든 노트북 이야기에 대해 트위터에 지시를 내리지 않았다고 밝혔다. 소셜 미디어 회사들과의 FBI 업무를 이끌었던 전직 요원은 "우리는 이 이야기를 억압해야 한다고 회사에 말한 적이 없다"고 말했다.

### 법률 학자
머스크는 트위터의 콘텐츠 조정이 수정 헌법 제1조를 위반했다고 주장했다. 그러나 법률 전문가들은 민간 기업의 콘텐츠 조정이 수정 헌법 제1조를 위반한다는 주장을 반박했는데, 이는 수정 헌법 제1조가 정부 행위자만을 제한하기 때문이다. 수정 헌법 제1조 연합의 법률 국장인 데이비드 로이는 트위터가 자신의 사이트에서 어떤 발언이 허용되는지 법적으로 선택할 수 있다고 말하며, 정부의 일부가 아닌 바이든 캠페인과 트럼프 백악관 모두 특정 콘텐츠 조정 조치를 요청할 수 있었다고 지적했다.

### 개인정보 보호 및 보안
타이비는 공개된 스크린샷에서 이메일 주소를 수정하지 않은 것에 대해 비판을 받았으며, 트위터의 전 신뢰 및 안전 책임자였던 요엘 로스는 이를 "근본적으로 용납할 수 없다"고 말했고, 머스크는 이메일 주소가 수정되었어야 했다는 점을 인정했다. 머스크는 로스가 트위터에 고용되어 있을 때는 그를 지지했지만, 로스가 사임한 후에는 공개적으로 그를 비판하고 허위 주장을 담은 트윗을 지지하기 시작했다. 여기에는 로스가 아이들을 성적 대상화했다는 비난도 포함되었는데, CNN의 도니 오설리번은 이를 "음모론자들이 온라인에서 사람들을 공격하는 데 사용하는 흔한 트로피"라고 말했다. 로스는 이후 심각한 폭력 위협에 직면하여 집을 떠나야 했다.
머스크는 새로운 신뢰 및 안전 책임자인 엘라 어윈에게 사용자 계정의 내부 보기를 보여주는 스크린샷을 바이스에게 제공하도록 지시했고, 바이스는 이를 온라인에 게시했다. 스크린샷 공개와 머스크가 파일 작업을 하는 작가들에게 무제한 접근을 허용할 것이라는 발언은 사람들이 연방거래위원회와 트위터 간의 2022년 개인정보 보호 협정을 위반하여 민감한 사용자 데이터에 접근할 수 있다는 우려를 불러일으켰다. 2022년 12월 10일, 머스크는 "언론의 자유 절대주의자"라고 주장하면서도 내부 메시지와 이메일을 선별된 언론인들에게 공개한 것과는 대조적으로, 언론에 정보를 유출한 트위터 직원은 누구든지 고소하겠다고 위협했다. 이 위협은 전체 회의에서 표현되었고, 트위터 직원들은 이를 이해했음을 나타내는 서약서에 서명하도록 요구받았다.
연방거래위원회는 2022년 말 트위터 파일의 공개된 정보에 대해 조사를 진행했으며, 2024년 2월에 트위터 엔지니어들이 "소비자의 개인 정보를 보호하기 위한 적절한 조치를 취했다"는 이유로 데이터 프라이버시 침해가 발생하지 않았다고 판결했다.

### 전 트위터 CEO
트위터의 전 CEO이자 공동 창립자 잭 도시는 머스크에게 모든 내부 문서를 "필터 없이" 즉시 공개하고, 현재 및 미래의 콘텐츠 조정 조치에 대한 트위터의 모든 논의를 포함할 것을 촉구했다. 도시는 나중에 머스크가 내부 문서를 선별된 사람들에게만 접근을 허용한 것에 대해 비판하며, 파일들이 "위키리크스 스타일"로 공개되어 "더 많은 눈과 해석을 고려"할 수 있었어야 했다고 제안했다. 도시는 트위터에서 "실수가 있었음"을 인정했지만, 회사에 "나쁜 의도나 숨겨진 의제가 없었다"고 믿는다고 진술했다. 그는 또한 전 트위터 직원들에 대한 괴롭힘 캠페인을 비난하며, 그것이 "위험"하고 "아무것도 해결하지 못한다"고 말했다.

### 언론인
파일의 첫 번째 세트가 공개된 후, 다양한 기술 및 미디어 언론인들은 보고된 증거가 트위터의 정책 팀이 어려운 결정을 내리는 데 어려움을 겪었지만, 그런 문제들을 신속히 해결했다는 것 외에는 거의 보여주지 않는다고 말했다. 반면 보수 언론인들은 이 문서들을 트위터의 자유주의적 편향을 확인하는 것으로 특징지었다. 전 트위터 직원들과 트럼프 백악관 관리들은 공화당 관리들도 삭제 요청을 너무 자주해서 트위터가 그들을 추적하는 데이터베이스를 유지해야 했다고 확인했다.
포브스는 뉴욕 포스트 기사에 대한 타이비의 게시물에 대해 "트위터 직원들이 2020년 10월 뉴욕 포스트 기사를 억압하기 위해 '엄청난 조치를 취했다'"고 보도했으며, FBI가 관련되었다는 음모론과 모순되는 "노트북 기사에 정부 개입이 없었음"을 나타내는 것으로 보인다고 밝혔다. MSNBC의 메디 하산은 트위터에서 머스크를 위한 홍보를 수행하는 것처럼 보이는 타이비를 비판했으며, 타이비는 자신의 비판자들 중 몇 명이나 "FBI, CIA, 국방부, [그리고] 백악관의 익명 소식통을 위한 기사를 작성해 본 적이 있는가"라고 물었다.
노트북에 대해 처음 글을 쓴 뉴욕 포스트 칼럼니스트 미란다 데빈은 폭스 뉴스 진행자 터커 칼슨에게 기사에 대한 발표가 "우리가 바라던 결정적인 증거"는 아니었다고 말했다. 내셔널 리뷰의 짐 제라티는 "파일들이 소셜 미디어 회사의 경영진이 그 역할이 사람들에게 보고를 보여주고 스스로 결론을 내리도록 하는 대신 대중으로부터 속보를 멀리하는 것이라고 일방적으로 결정하는 추악한 모습을 보여준다"고 썼다.
인텔리젠서는 처음 두 자료가 "진정으로 우려스러운 몇 가지 발견"을 담고 있었지만 "과장으로 가득하고, 맥락의 누락으로 손상되었으며, 노골적인 거짓으로 인해 신뢰를 잃었다"며, 따라서 "그 자체가 비난하고자 하는 현상, 즉 소셜 미디어 관리자들이 당파적 목적을 위해 플랫폼을 활용하는 극심한 예시로 가장 잘 이해된다"고 썼다.
디 애틀랜틱의 찰리 워젤은 처음 두 스레드를 "엉성하고, 일화적이며, 맥락이 없고...오래된 뉴스"라고 특징지었지만, 이 파일들이 "광범위한 정치 담론과 뉴스 소비를 기업 플랫폼에 외주화한 결과" 빅테크 플랫폼이 가진 "엄청난 힘"을 보여주었다고 썼다. 그는 또한 머스크의 핵심 목표가 "자유주의자들을 화나게 하고" 정치적 우익에게 호소하는 것이라고 제안하며, 그가 문서를 "자신의 애완 문제와 일치한다고 표현한" 소수의 사람들에게만 접근을 허용하고, 팔로워들에게 2022년 중간선거에서 공화당에 투표하라고 말한 것을 인용했다.
첫 번째 바이스 스레드 이후, 배너티 페어의 케일럽 에카르마는 얼마나 많은 계정이 "섀도우 밴"되었는지, 어떻게 선택되었는지, 그리고 그들의 정치적 성향이 무엇인지는 여전히 알려지지 않았다고 썼다. 그는 머스크 하에서 여러 저명한 좌익 및 반파시스트 사용자들이 차단되었지만, 그가 여러 차단된 저명한 우익 사용자를 복원했다고 지적했다.
와이어드의 캐서린 크로스는 바이스와 타이비의 스레드를 "투명성 연극"으로 묘사하며, 머스크의 숨겨진 동기가 "어떠한 책임에서도 자유로워지는 것"과 "아무도 그에게 '아니오'라고 말하지 않는 세상"을 이루는 것이라고 썼다. 크로스는 "섀도우밴"이라는 단어가 "사람들이 원하는 대로 의미하게 되는" 단어가 되었으며, 정치적 우파가 "워크"라는 단어를 사용하는 것에 비유했다. 그녀는 또한 머스크가 왜 자신의 의사 결정에 대해 투명하지 않았는지 의문을 제기하며, "그들이 트위터가 했다고 거짓으로 비난하는 모든 것이 그들이 많은 이념적 적들에게 하려고 하는 것"이라고 제안했다.
월스트리트 저널 편집위원회는 현재 및 전직 미국 정보 관리들이 선거에 영향을 미치는 "정치적 부패의 한 형태"를 폭로한 데 대해 이 공개를 칭찬했다. 제라드 베이커 월스트리트 저널 기자는 트위터 파일이 "유사한 생각을 가진 강력한 계층이 자신들의 획일적인 진보적 의제에 유리하도록 정보의 흐름을 통제하고 제한하는 방식"을 폭로했지만, "새로운 것은 아무것도 말해주지 않는다"고 썼다. 그는 정부 검열이나 정치 캠페인의 조작에 대한 "충격적인 폭로"는 없었다고 덧붙였다. 베이커는 파일들이 "복잡한 문제들을 회사의 가치와 일치하는 방식으로 다루는 회사의 내부 논의를 표면화했다"고 덧붙였다. 테드 랄 월스트리트 저널 기자는 "양측 모두 언론의 자유를 지지할 수 없나?"라고 물었다.
CNN의 올리버 다시는 여러 뉴스 기관이 트위터 파일을 보도하지 않는다는 사실에 대해 "공개된 내용이 대부분 계시적인 정보가 아니었기 때문"이라며, 파일들은 "특히 엄청난 압력을 받고 전 미국 대통령을 다룰 때 콘텐츠 검열이 얼마나 혼란스러울 수 있는지"만을 보여준다고 말했다. 그러나 그는 뉴스 매체들이 파일을 다루지 않는 것이 "우익 언론의 불성실한 행위자들"이 "왜곡된 해석"으로 서사를 장악하게 만들며, 따라서 일반인들이 파일을 조사하려고 할 때 복잡성을 야기한다고 지적했다. CNN은 6명의 기술 경영진과 고위 관리자, 그리고 이 문제에 정통한 여러 연방 관리들을 인터뷰했으며, 이들 모두 FBI가 헌터 바이든 노트북 이야기에 대해 트위터에 지시를 내리지 않았다고 말했다.
여섯 번째 파일 공개 이후, 자유지상주의 잡지 리즌의 로비 소브는 "소셜 미디어 회사들이 농담을 검열할 권리가 있다"고 썼지만, FBI와 회사의 통신을 "부적절"하고 "언론의 자유 위반"이라고 불렀다. 그는 기술 회사와 연방 정부가 "이견, 반대, 심지어 유머까지 단속하기 위해 협력하는 것"이 "솔직히 불안하다"고 말했다. 같은 잡지의 엘리자베스 브라운은 일곱 번째 자료에 제시된 문서들이 "흥미롭지만, 우익의 많은 사람들이 주장하는 결정적인 증거는 아니다"라고 평했다. 그녀는 이 문서들이 트위터가 포스트 기사를 억압하여 2020년 대통령 선거를 조 바이든에게 유리하게 조작하려고 했다는 증거가 아니라, 오히려 2016년 러시아 트롤을 도왔다는 비난과 FBI 및 DHS와 같은 "정부 세력"의 "압력"에 대한 반응으로 발생한 "이해할 수 있는 실수"라고 썼다. 그녀는 이들을 "진정한 악당"이라고 말했다.
트위터 파일 공개 1년 후, 브리트니 번스타인이 내셔널 리뷰에 그 영향에 대한 기사를 발표했다. 이 기사는 소셜 미디어에 대한 정부 검열에 대한 대중의 인식을 평가하고, 일론 머스크의 "충격적인 투명성"을 "백악관이 위협적인 메시지와 불리한 결과에 대한 위협을 통해 플랫폼을 강압하여 검열 결정을 내리게 했을 가능성이 높다"는 제5순회 미국 항소법원의 판결을 이끈 핵심 요인으로 꼽았다.

### 위키백과문서
머스크는 트위터 파일 문서가 삭제를 고려된 후, 일부 사용자들의 "주목할 만하지 않다", "별것 아니다"라는 스크린샷에 대해 위키백과가 "사소하지 않은 좌편향"을 가지고 있다고 비난했다. 그러나 최종 결정은 문서 유보였다.

## 여파
2023년 6월, 트위터를 위해 일하는 변호사들은 법정에서 트위터 파일에서 제기된 많은 주장에 대해 이의를 제기했다. CNN에 따르면, "머스크 자신의 기업 변호사들이 제출한 문서는 트위터 파일에서 나온 가장 폭발적인 주장 중 일부를 단계별로 반박하는 것이며, 일부 주장들은 머스크 자신이 홍보하기도 했다."
트위터 파일의 결과로, 전 스탠퍼드 인터넷 옵서버토리의 허위 정보 연구원이었던 레니 디레스타는 CIA 요원으로서 대규모 검열 작전을 이끌었다는 거짓 주장의 음모론의 중심이 되었다. 테일러 로렌즈와의 인터뷰에서 디레스타는 파일에 자신의 학생들의 수정되지 않은 이름이 포함되어 있었으며, 그 후 학생들이 살해 협박을 받았다고 말했다.
2024년 트럼프 캠페인 해킹으로 JD 밴스에 대한 반대 연구가 공개된 후, 트위터(현 X)는 트럼프 캠페인과 협력하여 기사를 억압했으며, X는 기사에 링크하거나 언급한 언론인들을 차단했다. 이는 트위터 파일과의 비교를 이끌어냈다.